# 浩门大通城
浩门大通城，位于中国青海省门源县县城（浩门镇），为第八批青海省文物保护单位，公布日期为2008年4月10日，类型为古遗址。
浩门大通城的历史年代为清。